# Benito de la Mata Linares
Benito María de la Mata Linares y Vásquez Dávila (Madrid, 1752- ?) fue un magistrado y funcionario Virreinal español.

## Biografía
Nacido en una prominente familia de funcionarios (su padre era miembro del Consejo de Castilla), Mata estudió y enseñó en Alcalá y Salamanca antes de ser nombrado oidor de la Audiencia de Chile en 1776, cargo que asumió en abril de 1777. En noviembre del siguiente año fue promovido a la Audiencia de Lima y en 1781 se le dio el puesto adicional de juez conservador de propios y arbitrios. Ese mismo año, su experiencia en el manejo de asuntos comerciales y juicios por tierras comenzó a ser opacada por su traslado a la ciudad del Cuzco, en donde presidió el juicio a Túpac Amaru II y otros miembros de su familia. La severidad de las sentencias que impuso le ganó reputación de crueldad, la que fue consolidada por las torturas infligidas a Diego Cristóbal Túpac Amaru y a otros miembros sobrevivientes de la familia insurgente antes de su ejecución en 1783.
Mata permaneció en el Cuzco tras la represión de la rebelión, primero como subdelegado del visitador general Jorge Escobedo y Alarcón, y a partir de julio de 1784, como el primer intendente de la provincia. Crítico y perseguidor implacable de los criollos prominentes que él sospechaba habían sido cómplices de Túpac Amaru II, entre ellos el obispo Juan Manuel Moscoso y Peralta, su vicario general Pérez Armendáriz y diversos otros miembros de las familias Peralta y Ugarte. Temeroso de que la rebelión volviese a estallar, en 1786 el virrey Croix argumentó a favor de que Mata fuese retirado del Cuzco, y la Corona respondió a comienzos de 1787 promoviéndolo a la regencia de la Audiencia de Buenos Aires.
Asumió su cargo en Buenos Aires en junio de 1788, pero su vehemencia pronto lo hizo enfrentarse contra el Cabildo de Buenos Aires y finalmente contra el virrey Avilés.
El 6 de junio de 1790 desde Córdoba, el gobernador Rafael de Sobre Monte le envía un oficio a Josef Francisco Amigorena, Comandante de Armas de Mendoza (hoy Argentina), en la que le informa que Benito de la Mata Linares, Regente de la Real Audiencia del distrito, le dice con fecha del 16 del próximo pasado, lo siguiente: "A presencia de la de V.S. de 5 de julio de 89, en que incluyó copia de la representación del Comandante de Armas de la Frontera de Mendoza, sobre la separación que debe hacerse de parte del colegio para cuartel de milicias y hospedaje de indios (hoy Ruinas de San Francisco, ciudad de Mendoza), ha resuelto la Junta Superior de Aplicaciones, que por ahora se mantenga dicho cuartel en la forma en que se halla mientras se informa a S.M., que esta Junta tiene por oportuno, variar la anterior aplicación, dándose la extensión al dicho hospedaje de indios y cuartel, la pieza que cae en el patio chico, fuera de el cuadro principal del colegio, destinada anteriormente para una de las aulas, cerrándose las comunicaciones y dándoselas al cuartel por su pertenencia, y concediéndose 21 varas de frente al norte y de fondo hasta tocar con las paredes del colegio, a más de las 29 aplicadas para patio, lo que comunico a V.S. para su inteligencia, lo que traslado a V.M para la suya". (1)
En 1803 se le llamó a Madrid para que formara parte del Consejo de Indias, y en 1807 fue ascendido a su Cámara.
Durante la ocupación francesa, Mata permaneció en Madrid hasta su destitución en 1814, tras el retorno de Fernando VII. Sus numerosos papeles personales fueron donados por su familia a la Real Academia de la Historia de Madrid en 1851.